# Incisalia augusta
Incisalia augusta är en fjärilsart som beskrevs av Harris 1862. Incisalia augusta ingår i släktet Incisalia och familjen juvelvingar. Inga underarter finns listade i Catalogue of Life.